# Maria Dolors de Càrcer i de Ros

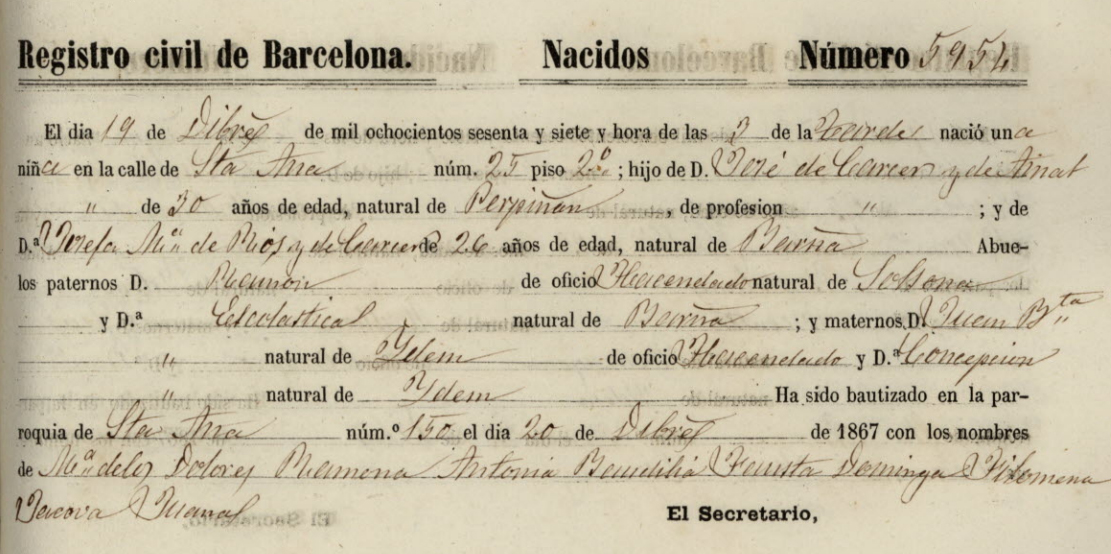
Fou batejada com a Mª de los Dolores, Ramona, Antonia, Baudilia, Fausta, Dominga, Filomena, Jacoba y Juana

Maria Dolors de Càrcer i de Ros   (Barcelona, 19 de desembre de 1867 - Sevilla, 7 de gener de 1939) fou una aristòcrata catalana, marquesa de Castellbell i de Castellmeià, baronessa de Maldà i Maldanell, amb Grandesa d'Espanya.

## Biografia
Era filla de Josep Maria de Càrcer i d'Amat (1836-1905) i de Maria Josepa de Ros i de Càrcer (1841-1892). El 1887 es va casar amb Lluís de Vilallonga i Sentmenat (1855-1905), baró de Segur i militar comandant d'artilleria, de qui va enviudar. Van tenir quatre fills: l'hereu Salvador (1891-1974), marquès de Castellbell i de Castellmeià, baró de Segur, de Maldà i de Maldanell, es va casar el 1919 amb María del Carmen Cabeza de Vaca y Carvajal; Joaquim (1896-1968), comte de Sant Miquel de Castellar, va heretar el castell de Castellar i el 1943 es va casar amb Isabel Girona i Villavecchia (1908-2010); Josep Maria (1900-1919); i Maria Antònia (1901-1982), que el 1926 es va casar amb Ramón de Carranza y Goméz Pablos (1889-1988), marquès de Soto Hermoso.
Hereva d'un extens patrimoni, va impulsar la urbanització de terrenys a Badalona, a Can Peguera i a districte de Sant Andreu, i va tenir litigs amb l'Ajuntament de Barcelona per l'expropiació d'alguns d'ells.
Abans de la Guerra Civil (1936-1939), va ser coneguda per les festivitats, balls i altres celebracions de prestigi que es feien a la seva residència del carrer del Pi, que comptaven amb la presència d'importants personalitats, i que tenien repercussió en la vida de l'alta societat d'aquells anys. Va donar el seu nom i atorgava el premi del torneu esportiu de futbol de la Copa Baronessa de Maldà. Entre altres distincions, va ser Dama del noble orde de Maria Lluïsa i presidenta de la Caritat Cristiana.
Va morir el 7 de gener del 1939 a Sevilla, i els funerals es van celebrar el 19 de juny d'aquell any a l'església de la Concepció de Barcelona, amb l'assistència de membres de l'aristocràcia barcelonina, de l'alta burgesia industrial i d'altres sectors, així com de les autoritats municipals.